# ペロミクサ
ペロミクサは水中の嫌気的堆積物（腐泥）中で自由生活を送る巨大なアメーバである。大きさは通常500-800 µm程度であるが、場合によっては長さ5 mmに達することもある。多核であること、動かない鞭毛を多数持つこと、ミトコンドリアを欠き、原核生物を共生させていることなどの特徴を持つ。

## 特徴
ペロミクサは多核であり、その数は2つから多い場合には数千に及ぶ。運動中のアメーバはソーセージ状で、先端には半球状の仮足が、後端には動かない多数の鞭毛に覆われたウロイドがある。珪藻や砂など様々なものを取り込み、こうした餌やゴミなどが多数の液胞中に保持されている。
鞭毛の軸糸が典型的な9+2構造をとらない点はペロミクサの顕著な特徴である。たとえばPelomyxa schiedtiでは中心対微小管が1つしかなく（9+1構造）、その他の種でも軸糸微小管の数が不定になっている。
他のアーケアメーバと同様に典型的なミトコンドリアを欠いているが、ミトコンドリア由来の縮退したオルガネラが存在しているかは、これまでに1例報告があるだけで定かでない。ペロミクサは細胞質内に数種の原核生物を共生させていることが知られている。その組成は種によってやや異なり、Pelomyxa palustrisの場合、放線菌のロドコッカス(Rodococcus)、プロテオバクテリアSyntrophorhabdus、メタン菌Methanosaetaの3種類である。こうした共生生物が代替することで、種によってはミトコンドリア関連オルガネラが完全に失われている可能性も考えられる。

## 系統的位置付け
ペロミクサはミトコンドリアや発達したゴルジ体、ペルオキシソームを持たないうえ、かつては鞭毛を持たず、また有糸分裂も行わないと考えられていた。細胞核はあるものの、真核生物の細胞質にあるその他の構造のほとんどを持たないことから、1970年代には原核生物と現代的な真核生物の中間に位置する、原始的な真核生物の生き残りだと位置づけられた。特にミトコンドリアを持たず、原核生物を共生させているところから、ミトコンドリアの獲得の過程を体現している生物と見なす考えもあった。
しかし1988年に痕跡的な鞭毛の存在と、有糸分裂が示された。さらに1995年以降に行われた分子系統解析では、真核生物の基部には位置せず一般的なアメーバ類と近縁なことが示された。したがって、ペロミクサは「原始的」なのではなく、二次的に細胞構造が単純化したものと考えられている。

## 分類
古典的には肉質虫亜門葉状仮足綱無殻アメーバ亜綱、分子系統解析に基づく体系ではアメーバ動物門アーケアメーバ綱に位置づけられる。いずれの場合もペロミクサ目ペロミクサ科に所属させる。
20世紀後半に個体の大きさ、色、細胞核の数や形などは種の判別に使えないとされ、それまで知られていた種の多くがタイプ種Pelomyxa palustrisの生活環の一部と見なされた。しかしそうすると矛盾する記述も多くあり、過去に記載された種は実際の多様性を反映しているとして再検討が進められている。2004年以降に言及されているのは以下12種である。
- Pelomyxa belevskii Penard, 1893
- Pelomyxa binucleata (Gruber, 1884)
- Pelomyxa corona Frolov et al., 2004[14]
- Pelomyxa flava Frolov et al., 2010[15][16]
- Pelomyxa gruberi Frolov et al., 2006[17]
- Pelomyxa palustris Greeff, 1874
- Pelomyxa paradoxa Penard, 1902
- Pelomyxa prima (Gruber, 1884)
- Pelomyxa schiedti Schaeffer, 1918
- Pelomyxa secunda (Gruber, 1884)
- Pelomyxa stagnalis Chistyakova & Frolov, 2011[18][19]
- Pelomyxa tertia (Gruber, 1884)

## 歴史
ペロミクサは1866年にドイツの動物学者Richard GreeffによってPelobiusと命名された。ただしこの名は既に使われていたため、1874年に改めてPelomyxa palustrisと命名されている。その後数多くの種が記載されたが、その多くは20世紀後半にP. palustrisと同一種と見なされ、あるいはカオス属へと移され、ペロミクサ属は1属1種の単型属になった。しかし2004年以降ふたたび多様性が認識されるようになり、現在では10種以上が存在するとされている。